# Кедра Мітрей
Кедра́ Мітре́й (справжнє ім'я Коре́панов Дмитро́ Іва́нович; *16 (28) вересня 1892, село Ігра, Удмуртія — †11 листопада 1949, село Чумаково, Новосибірська область) — удмуртський письменник, вчений, громадський діяч, журналіст. Член Спілки письменників СРСР (1934).
Жертва сталінського терору. 

## Біографія
Закінчив церковно-парафіяльну школу в селі Ігра в 1904 році, потім двокласне училище в селі Зура в 1907 році, навчався в Казанській чужорідній вчительській семінарії в 1907—1911 роках. Виключений з неї за атеїстичні переконання. В пошуках роботи був в Іжевську, Сарапулі, Казані, Пермі, Глазові. Після здачі екзаменів на вчителя 1914 року почав працювати в селі Кулаки Сарапульського повіту. В червні 1914 року пішов до армії в місто Благовєщенськ. Революція та Громадянська війна застали його в Читі. Брав участь в партизанському русі в районі Тасеєво. Після повернення на батьківщину в 1920 році працював завідувачем відділення народної освіти в селах Зура та Дебьоси. В 1922 році вступає до РКП(б). В 1923–1928 роках — літературний співробітник, редактор газети «Гудыри», в 1928—1930 роках працював в Глазовському райво, в 1930—1932 роках — аспірант Московського педагогічного НДІ. З 1933 року — завідувач кафедрою мови та літератури в УДПІ та сектором мови та літератури УдНДІ. В 1934–1937 роках — голова правління Спілки письменників Удмуртської АРСР. В 1937 році був репресований, в 1946 році — звільнений, в 1948 році знову репресований та засланий в Сибір. Помер в засланні від голоду. Місце захоронення невідоме.

## Творчість
Перші художні твори були внесені до рукописного журналу «Сандал» («Наковальня»). В 1915 році під псевдонімом Пан-Рейміт у Благовєщенську видав трагедію «Еш-Терек». В 1920–1930 роках створює свої найвідоміші твори — повість «Вужгурт» («Старе село», 1926) та роман «Секыт зибет» («Важке іго», 1929). Повість являє собою хроніку подій в одному селі, яке було втягнуте в круговерть історії першої чверті XX століття. Роман — розповідь про долю бунтаря Дангира в епоху християнізації удмуртів на межі XVIII–IX століть. Обидва твори зазнали другу авторську редакцію, внаслідок чого повість видавалась під назвою «Вужгурт зурка» («Вужгурт здригується», 1936). Автобіографічна повість «Дитя хворого століття» (1911) залишалась в рукописному стані до 1965 року. Кедра Мітрей — автор численних розповідей, які вийшли окремими збірками — «Пилем улысь — шунды шоры» («Із-за хмар — на сонечко», 1926), «Нюръяськон» («Боротьба», 1936). Пробував свої сили в драматургії — «Калгись» («Мандрівник», 1924), дитячій літературі — «Сурсву» («Березовий сік», 1928), фантастиці — «Мон-А-Чим» («Це-Я-Сам», 1927). Разом з Дмитром Васильєвим-Буглаєм брав участь у фольклорно-діалектичній експедиції 1934 року, зробив запис багатьох унікальних народних пісень. В літературній боротьбі 1920-1930-их років стояв в опозиції до Герда. В 1928 році був делегатом з'їзду Всесоюзної асоціації пролетарських письменників (ВАПП), в 1934 році — делегатом Першого Всесоюзного з'їзду радянських письменників. Був в гостях у Максима Горького з групою письменників Нижньогородського краю. Переклав на удмуртську мову повість фінського письменника Пієтарі Пяйвярінта «Матвій з Голодної гірки».

### Твори
- Избранное. Ижевск, 1965.